# Golden Feelings
Golden Feelings è il primo album discografico di Beck, pubblicato nel 1993 dalla Sonic Enemy.
L'album è stato pubblicato nel formato CD nel 1999.

## Tracce
1. The Fucked Up Blues – 2:11
2. Special People – 1:42
3. Magic Stationwagon – 1:36
4. No Money No Honey – 2:35
5. Trouble All My Days – 2:07
6. Bad Energy – 1:39
7. Schmoozer – 2:38
8. Heartland Feeling – 7:11
9. Super Golden Black Sunchild – 2:11
10. Soul Sucked Dry – 1:49
11. Feelings – 1:35
12. Gettin' Home – 4:14
13. Will I Be Ignored By the Lord – 1:59
14. Bogus Soul – 1:15
15. Totally Confused – 2:00
16. Mutherfukka – 2:44
17. People Gettin Busy – 3:09